# Garrido-Langschwanzhutia
Die Garrido-Langschwanzhutia (Mysateles garridoi), auch als Garrido-Baumratte bezeichnet, ist eine kaum erforschte Nagetierart aus der Familie der Stachelratten (Echimyidae). Das Artepitheton ehrt den kubanischen Zoologen Orlando H. Garrido.

## Merkmale
Maßangaben sind nur vom Holotypus bekannt, von dem jedoch nur noch der Schädel ohne Kiefer, die Wirbelsäule, die Rippen, das Hüftbein, das Becken und die linke Hauthälfte existieren. Das Exemplar hat eine Kopf-Rumpf-Länge von 350 mm, eine Schwanzlänge von 215 mm und ein Gewicht von 1,2 bis 1,3 kg. Die Schädellänge beträgt 71,2 mm. Laut der Erstbeschreibung von Luis Sánchez Varona (1923–1989) hatte das Tier im Vergleich zur Hutiaconga (Capromys pilorides) ein dunkleres Fell, schwärzere Fußsohlen und eine schwärzere Genitalhaut. Die Schädelmorphologie ähnelt der der Hutiaconga. Die Größe des Schädels und der Hirnschale liegt im Bereich zwischen der Hutiaconga und der Langschwanzbaumratte (Mysateles prehensilis).

## Verbreitung
Der Holotypus, ein halbwüchsiges verendetes Tier, wurde 1967 auf einem unbenannten Inselchen (span.: Cayo) im äußersten Nordwesten der Insel Cayo Largo del Sur im Canarreos-Archipel vor der Südwestküste Kubas von Orlando H. Garrido von Fischern erworben. Die von Varona genannte Typuslokalität Cayo Majá ist ein Irrtum, da bei Nachforschungen auf der Insel nie Hinweise auf diese Art gefunden wurden.

## Lebensraum und Lebensweise
Über Lebensraum und Lebensweise ist nichts bekannt.

## Status
Die Garrido-Langschwanzhutia wird von der IUCN in die Kategorie „vom Aussterben bedroht“ (critically endangered) klassifiziert. 1971 beschrieb Orlando H. Garrido verschiedenartige Exkrementkügelchen der Garrido-Langschwanzhutia. 2012 wurden ähnliche Exkrementkügelchen von Rafael Borroto-Páez auf Cayo Largo del Sur entdeckt, was auf einen Fortbestand der Garrido-Langschwanzhutia hindeutet. Zuvor gab es im Jahr 1989 Nachweise, als auf zwei Inselchen zwei mutmaßliche Individuen dieser Art gefangen wurden. Die Hauptgefährdung geht von Fischern aus, die auf die Inselchen kommen und die Tiere in großen Mengen sammeln.